# 우젠토요사토역
우젠토요사토역(일본어: 羽前豊里駅)은 일본 야마가타현 모가미군 사케가와촌에 위치한 동일본 여객철도 오우 본선의 철도역이다. 단선 승강장 1면 1선의 구조를 갖춘 지상역이다.

## 이용 현황
- 2006년 - 59명

## 역 주변
- 사케가와 강

## 역사
- 1921년 12월 15일 : 개업.
- 1970년 10월 1일 : 간이 위탁화.
- 1987년 4월 1일 : 일본국유철도 분할 민영화에 의해, 동일본 여객철도가 승계.
- 2007년 4월 1일 : 간이위탁해제, 무인화.
- 2009년 4월 1일 : 역사 노후화에 따라, 신역사를 개축. 사용 개시.

## 인접 역
| 동일본 여객철도 오우 본선 | 동일본 여객철도 오우 본선 | 동일본 여객철도 오우 본선 |
| ------------------------- | ------------------------- | ------------------------- |
| 이즈미타 신조 방면        | ■ 오우 본선               | 마무로가와 아키타 방면    |